# Durch Wüste und Wildnis (Film)
Durch Wüste und Wildnis ist ein polnischer Abenteuerspielfilm des südafrikanischen Regisseurs Gavin Hood aus dem Jahre 2001 und als solcher die zweite Verfilmung des gleichnamigen Romans von Henryk Sienkiewicz, dessen erste Leinwandfassung Durch Wüste und Dschungel 1973 unter der Regie von Władysław Ślesicki entstand. 

## Inhalt
Ein Junge rettet seine Freundin vor Entführern. Sie landen im Urwald und müssen sich durch die Wüste nach Hause durchkämpfen.

## Hintergrund
- Durch Wüste und Wildnis wurde in Südafrika und Tunesien gedreht.
- Regisseur Gavin Hood sprang für den Polen Maciej Dutkiewicz ein, der wegen einer Nierenstein-Erkrankung nicht Regie führen konnte.
- W pustyni i w puszczy war der erfolgreichste polnische Film des Jahres 2001.